# Craig Berube
Pour les articles homonymes, voir Bérubé.
Craig Berube (né le 17 décembre 1965 à Calahoo, dans la province de l'Alberta au Canada) est un joueur professionnel canadien de hockey sur glace qui évoluait au poste d'ailier gauche.

## Carrière

### Joueur
Il joua 1 054 matchs de saison régulière dans la Ligue nationale de hockey entre 1986 et 2003. Pendant ces 18 saisons, 3 149 minutes de pénalité qui en font le 7e joueur le plus pénalisé de l'histoire de la LNH.

### Entraîneur
Berube a été nommé entraîneur-chef des Phantoms de Philadelphie, le club-école des Flyers, au début de la saison 2006-2007. Cependant, le 23 octobre 2006, il fut promu dans l'équipe d'entraîneurs des Flyers à la suite de la réorganisation de la franchise. En effet, la veille Bobby Clarke démissionna de son poste de directeur général et l'entraîneur-chef Ken Hitchcock fut relevé de ses fonctions. John Stevens, ancien assistant de Hitchcock prit sa place et Berube devint entraîneur assistant de Stevens.
Pour la saison 2007–2008 retourna à son poste d'entraîneur-chef des Phantoms qu'il mena vers une saison de 46 victoires pour 27 défaites et 7 défaites en prolongation.
La saison 2008-2009 le voit revenir au poste d'entraîneur-adjoint des Flyers. Le 7 octobre 2013, après seulement trois rencontres de disputées en saison régulière, les Flyers congédient l'entraîneur Peter Laviolette et nomment Berube en remplacement de ce dernier. Il est congédié par le Directeur Général des Flyers Ron Hextall le 17 avril 2015.
Il est embauché à titre d'entraîneur-adjoint des Blues de Saint-Louis le 15 juin 2017. Après le congédiement de l'entraîneur-chef Mike Yeo, Berube devient entraîneur-chef par intérim des Blues le 20 novembre 2018. Après un début de saison difficile, les Blues se qualifient pour les Séries éliminatoires et remportent la Coupe Stanley en 2019. Il demeure à son poste jusqu'à son congédiement le 12 décembre 2023.
Le 17 mai 2024, Berube est embauché par les Maple Leafs de Toronto et devient leur 32e entraineur-chef, en remplacement de Sheldon Keefe.

## Statistiques joueur
| Saison     | Équipe                    | Ligue      |       | Saison régulière | Saison régulière | Saison régulière | Saison régulière | Saison régulière |   | Séries éliminatoires | Séries éliminatoires | Séries éliminatoires | Séries éliminatoires | Séries éliminatoires |
| Saison     | Équipe                    | Ligue      | PJ    | B                | A                | Pts              | Pun              | PJ               | B | A                    | Pts                  | Pun                  |                      |                      |
| 1982-1983  | Oilers de Kamloops        | LHOu       | 4     | 0                | 0                | 0                | 0                | -                | - | -                    | -                    | -                    |                      |                      |
| 1983-1984  | Bruins de New Westminster | LHOu       | 70    | 11               | 20               | 31               | 104              | 8                | 1 | 2                    | 3                    | 5                    |                      |                      |
| 1984-1985  | Bruins de New Westminster | LHOu       | 70    | 25               | 44               | 69               | 191              | 10               | 3 | 2                    | 5                    | 36                   |                      |                      |
| 1985-1986  | Blazers de Kamloops       | LHOu       | 32    | 17               | 14               | 31               | 119              | -                | - | -                    | -                    | -                    |                      |                      |
| 1985-1986  | Tigers de Medicine Hat    | LHOu       | 34    | 14               | 16               | 30               | 95               | 25               | 7 | 8                    | 15                   | 102                  |                      |                      |
| 1986-1987  | Bears de Hershey          | LAH        | 63    | 7                | 17               | 24               | 325              | -                | - | -                    | -                    | -                    |                      |                      |
| 1986-1987  | Flyers de Philadelphie    | LNH        | 7     | 0                | 0                | 0                | 57               | 5                | 0 | 0                    | 0                    | 17                   |                      |                      |
| 1987-1988  | Bears de Hershey          | LAH        | 31    | 5                | 9                | 14               | 119              | -                | - | -                    | -                    | -                    |                      |                      |
| 1987-1988  | Flyers de Philadelphie    | LNH        | 27    | 3                | 2                | 5                | 108              | -                | - | -                    | -                    | -                    |                      |                      |
| 1988-1989  | Bears de Hershey          | LAH        | 7     | 0                | 2                | 2                | 19               | -                | - | -                    | -                    | -                    |                      |                      |
| 1988-1989  | Flyers de Philadelphie    | LNH        | 53    | 1                | 1                | 2                | 199              | 16               | 0 | 0                    | 0                    | 56                   |                      |                      |
| 1989-1990  | Flyers de Philadelphie    | LNH        | 74    | 4                | 14               | 18               | 291              | -                | - | -                    | -                    | -                    |                      |                      |
| 1990-1991  | Flyers de Philadelphie    | LNH        | 74    | 8                | 9                | 17               | 293              | -                | - | -                    | -                    | -                    |                      |                      |
| 1991-1992  | Maple Leafs de Toronto    | LNH        | 40    | 5                | 7                | 12               | 109              | -                | - | -                    | -                    | -                    |                      |                      |
| 1991-1992  | Flames de Calgary         | LNH        | 36    | 1                | 4                | 5                | 155              | -                | - | -                    | -                    | -                    |                      |                      |
| 1992-1993  | Flames de Calgary         | LNH        | 77    | 4                | 8                | 12               | 209              | 6                | 0 | 1                    | 1                    | 21                   |                      |                      |
| 1993-1994  | Capitals de Washington    | LNH        | 84    | 7                | 7                | 14               | 305              | 8                | 0 | 0                    | 0                    | 21                   |                      |                      |
| 1994-1995  | Capitals de Washington    | LNH        | 43    | 2                | 4                | 6                | 173              | 7                | 0 | 0                    | 0                    | 29                   |                      |                      |
| 1995-1996  | Capitals de Washington    | LNH        | 50    | 2                | 10               | 12               | 151              | 2                | 0 | 0                    | 0                    | 19                   |                      |                      |
| 1996-1997  | Capitals de Washington    | LNH        | 80    | 4                | 3                | 7                | 218              | -                | - | -                    | -                    | -                    |                      |                      |
| 1997-1998  | Capitals de Washington    | LNH        | 74    | 6                | 9                | 15               | 189              | 21               | 1 | 0                    | 1                    | 21                   |                      |                      |
| 1998-1999  | Capitals de Washington    | LNH        | 66    | 5                | 4                | 9                | 166              | -                | - | -                    | -                    | -                    |                      |                      |
| 1998-1999  | Flyers de Philadelphie    | LNH        | 11    | 0                | 0                | 0                | 28               | 6                | 1 | 0                    | 1                    | 4                    |                      |                      |
| 1999-2000  | Flyers de Philadelphie    | LNH        | 77    | 4                | 8                | 12               | 162              | 18               | 1 | 0                    | 1                    | 23                   |                      |                      |
| 2000-2001  | Capitals de Washington    | LNH        | 22    | 0                | 1                | 1                | 18               | -                | - | -                    | -                    | -                    |                      |                      |
| 2000-2001  | Islanders de New York     | LNH        | 38    | 0                | 2                | 2                | 54               | -                | - | -                    | -                    | -                    |                      |                      |
| 2001-2002  | Flames de Calgary         | LNH        | 66    | 3                | 1                | 4                | 164              | -                | - | -                    | -                    | -                    |                      |                      |
| 2002-2003  | Flames de Calgary         | LNH        | 55    | 2                | 4                | 6                | 100              | -                | - | -                    | -                    | -                    |                      |                      |
| 2003-2004  | Phantoms de Philadelphie  | LAH        | 33    | 0                | 6                | 6                | 134              | -                | - | -                    | -                    | -                    |                      |                      |
| Totaux LNH | Totaux LNH                | Totaux LNH | 1 054 | 61               | 98               | 159              | 3 149            | 89               | 3 | 1                    | 4                    | 211                  |                      |                      |

## Statistiques entraîneur

### En club
| Saison    | Équipe                   | Ligue |    | PJ | V  | D | N  | Pr   | % V                                                  |  | Séries éliminatoires |
| 2006-2007 | Phantoms de Philadelphie | LAH   | 6  | 3  | 2  | 1 | 0  | 58,3 | Recruté en cours de saison                           |  |                      |
| 2007-2008 | Phantoms de Philadelphie | LAH   | 80 | 46 | 27 | 0 | 7  | 61,9 | Éliminés au 2e tour                                  |  |                      |
| 2013-2014 | Flyers de Philadelphie   | LNH   | 79 | 42 | 27 | 0 | 10 | 59,5 | Éliminés au 1er tour                                 |  |                      |
| 2014-2015 | Flyers de Philadelphie   | LNH   | 82 | 33 | 31 | 0 | 18 | 51,2 | Non qualifiés                                        |  |                      |
| 2016-2017 | Wolves de Chicago        | LAH   | 76 | 44 | 19 | 0 | 13 | 66,4 | Éliminés au 2e tour                                  |  |                      |
| 2018-2019 | Blues de Saint-Louis     | LNH   | 63 | 38 | 19 | 0 | 6  | 68,3 | Recruté en cours de saison Remporte la Coupe Stanley |  |                      |
| 2019-2020 | Blues de Saint-Louis     | LNH   | 71 | 42 | 19 | 0 | 10 | 66,2 | Éliminés au 2e tour                                  |  |                      |
| 2020-2021 | Blues de Saint-Louis     | LNH   | 56 | 27 | 20 | 0 | 9  | 56,3 | Éliminés au 1er tour                                 |  |                      |
| 2021-2022 | Blues de Saint-Louis     | LNH   | 82 | 49 | 22 | 0 | 11 | 66,5 | Éliminés au 2e tour                                  |  |                      |
| 2022-2023 | Blues de Saint-Louis     | LNH   | 82 | 37 | 38 | 0 | 7  | 49,4 | Non qualifiés                                        |  |                      |
| 2023-2024 | Blues de Saint-Louis     | LNH   | 28 | 13 | 14 | 0 | 1  | 48,2 | Remplacé en cours de saison                          |  |                      |